# Серава
Серава је река у северном делу Северне Македоније, лева притока Вардара.
Настаје сливањем већег броја мањих река - потока, као што су: Љубанска река, Побошка река, Турчевска река, Мала река и Љуботенска река у подножју планине Скопска Црна Гора, на њеном југозападном делу. Протиче кроз село Радишани и због тога носи још и име Радишанска или Радишка река. Одатле, тече изграђеним коритом и пролази поред скопских насеља: Бутел и Шуто Оризари, а улива се у Вардар крај Моминог потока.
У прошлости река Серава је протицала кроз сами град Скопље, делећи његово централно градско језгро (стари делови - махале): Топаана, Чаир, Гази Баба и Стара скопска чаршија на два дела, а уливала се у Вардар у близини данашње зграде Македонске академије наука и уметности.
У другој половини 20. века, због великог земљотреса 1963. године, корито реке Сераве у току кроз град је затрпано и подземним каналима део воде се и данас слива на истом месту. Највећи део реке у близини Бутела је преусмерен на северозапад, у правцу насеља Визбегово, у долину Моминог потока.

## Галерија
- Мост на Серави након земљотреса 1963. године